# Albert Hemrom
Albert Hemrom (ur. 27 lutego 1970 w Konapathar) – indyjski duchowny katolicki, biskup koadiutor Dibrugarh w latach 2019–2021, biskup diecezjalny Dibrugarh od 2021.

## Życiorys

### Prezbiterat
Święcenia kapłańskie otrzymał 25 kwietnia 1999 i został inkardynowany do diecezji Dibrugarh. Po święceniach pracował jako wikariusz, a w latach 2003–2006 był prefektem studiów w niższym seminarium diecezjalnym. W 2006 objął probostwo w Rajabari, a w 2011 został mianowany rektorem niższego seminarium oraz wikariuszem sądowym.

### Episkopat
2 grudnia 2018 papież Franciszek mianował go biskupem koadiutorem diecezji Dibrugarh. Sakry udzielił mu 24 lutego 2019 arcybiskup Thomas Menamparampil. 15 lutego 2021, po przyjęciu przez papieża rezygnacji arcybiskupa Josepha Aind’a, objął urząd biskupa diecezjalnego Dibrugarh.